# Cropia jamaicensis
Cropia jamaicensis är en fjärilsart som beskrevs av Heinrich Benno Möschler 1888. Cropia jamaicensis ingår i släktet Cropia och familjen nattflyn. Inga underarter finns listade i Catalogue of Life.